# Parastericta lanata
Parastericta lanata är en fjärilsart som beskrevs av Antonius Johannes Theodorus Janse 1931. Parastericta lanata ingår i släktet Parastericta och familjen mott. Inga underarter finns listade i Catalogue of Life.